# Борис Окс
Борис Абрамович Окс (1851 – 1926) е руски лекар-имунолог, работил като окръжен лекар в Разград в края на XIX век. От 1884 г. издава вестник "Здравие" във Варна.
По време на работата на Окс в Разград през периода 1881-1883г. той създава първата ваксина срещу едра шарка в България.